# Chika
Chika (jap. ちか, チカ) – żeńskie imię japońskie.

## Możliwa pisownia
Chika można zapisać używając wielu różnych znaków kanji i może znaczyć m.in.:
- 散花, „rozproszone kwiaty”[1]
- 千佳, „tysiąc, piękno”
- 千夏, „tysiąc, lato” (występuje też inna wymowa tego imienia: Chinatsu)
- 千香, „tysiąc, zapach”
- 千花, „tysiąc, kwiat”
- 千華, „tysiąc, kwiat”
- 千果, „tysiąc, owoc”
- 知香, „wiedza, zapach”
- 知佳, „wiedza, piękno”
- 智香, „mądrość, zapach”

## Znane osoby
- Chika Anzai (知佳), japońska seiyū
- Chika Sakamoto (千夏), japońska seiyū
- Chika Shibuya (千賀), członkini japońskiego zespołu Shanadoo
- Chika Umino (チカ), japońska mangaka

## Fikcyjne postacie
- Chika Akatsuki (知佳), bohater mangi i anime Zombie-Loan
- Chika Fujiwara (千花), bohaterka mangi i anime Miłość to wojna
- Chika Itō (千佳), bohaterka serii Strawberry Marshmallow
- Chika Midarezaki (千花), bohaterka light novel, mangi i anime Kyōran Kazoku Nikki
- Chika Minazuki (ちか), bohaterka mangi i anime Ai yori aoshi
- Chika Takami (千歌), bohaterka anime Love Live! Sunshine!!(inne języki)
- Chika Yamada (チカ), bohaterka mangi i anime B Gata H Kei
- Chika Yurikasa (千佳), bohaterka mangi i anime Shrine of the Morning Mist